# Tampèlga (Zimtenga)
Pour les articles homonymes, voir Tampèlga.
Tampèlga est une commune rurale située dans le département de Zimtenga de la province de Bam dans la région Centre-nord au Burkina Faso. En 2006, la ville comptait 312 habitants dont 53% de femmes.